# Bob Siebenberg
Robert Layne „Bob” Siebenberg (ur. 31 października 1949 w Glendale), znany również jako Bob C. Benberg – amerykański muzyk, jeden z założycieli i członek brytyjskiej progresywnej grupy rockowej Supertramp grający na perkusji i instrumentach perkusyjnych.
Zanim dołączył do zespołu Supertramp występował w kilku mniej znaczących zespołach, z których najbardziej wyróżnia się Bees Make Honey.
Jest szwagrem Scotta Gorhama z zespołu Thin Lizzy, który wspomagał go w nagraniu jego jedynego solowego albumu z roku 1984 Giants in Our Own Room wraz z B.J. Wilsonem z grupy Procol Harum, Johnem Helliwellem z Supertramp i Steve Farisem z Mr. Mister.
W roku 1989 uczestniczył w nagraniu albumu The Long Shot formacji pod nazwą Hands Up w składzie m.in. ze Scottem Gorhamem i Johnem Helliwellem.
Jego synem jest Jesse Siebenberg, który również jest członkiem grupy Supertamp od roku 1997.

## Dyskografia solowa
- 1984: Giants in Our Own Room